# Manuel Bermúdez (Komiker)
Manuel Bermúdez (* 20. März 1913 in Madrid; † 4. September 1978 in Alicante) war ein spanischer Komiker und Schauspieler.
Bermúdez bildete in den 1940er Jahren das bekannte Kinderkomikerduo Pototo y Boliche bei Radio Madrid, wobei „Boliche“ von Bermúdez und Pototo von Eduardo Ruiz do Velasco gesprochen wurde. Ihr großer Erfolg führte auch zu einem Film, dem 1948 produzierten Pototo, Boliche y Compañía. Als sich das Duo 1950 trennte, machte Bermúdez als Schauspieler und Synchronsprecher weiter; er war bis zum Ende der 1960er Jahre in knapp zwanzig Filmen zu sehen.

## Filmografie (Auswahl)
- 1948: Pototo, Boliche y Compañía
- 1966: Es geht um deinen Kopf, Amigo (Ringo, il volto della vendetta)
- 1968: Operación Mata Hari